# Cryptographis limitalis
Cryptographis limitalis là một loài bướm đêm trong họ Crambidae.